# CP 47,497
CP 47,497 è un cannabinoide sintetico sviluppato dalla Pfizer negli anni '80.  Ha un effetto analgesico e si comporta come agonista totale sui recettori CB1, per questa suo azione farmacologica è stato ed è tuttora uno tra i principi attivi più utilizzati insieme al suo omologo il CP 47,497-C8 per la produzione di cannabis sintetica. La prima identificazione di CP-47,497 e CP-47.497-C8 in miscele di erbe avvenne in Germania, segnalata da Auwärter e colleghi nel 2008. Ha una struttura chimica basata sul cicloesilfenolo che lo inserisce tra i cannabinoidi sintetici "non classici".

## Stato legale
In Italia la molecola CP 47497 e l'omologo (C8) sono incluse nella Tabella I del D.P.R. 309/90, Decreto 24 ottobre 2012  (G.U. Serie Generale n. 264 del 12 novembre 2012). La molecola risulta essere posta sotto controllo in Austria, Belgio, Bulgaria, Croazia, Repubblica Ceca, Danimarca, Estonia, Finlandia, Francia, Germania, Lettonia, Irlanda, Lituania, Lussemburgo, Polonia, Portogallo, Romania, Russia, Slovacchia, Svezia, Turchia Regno Unito e temporaneamente negli USA. Non risulta essere posta sotto controllo a Cipro e a Malta.